# 陆通 (北朝)
陆通（？—572年10月24日），字仲明，吴郡吴县（今江苏省苏州市）人，出自吴郡陆氏太尉枝，北魏、西魏、北周官员。

## 生平
陆通年少时敦厚敏捷，爱好学习，有志气节操。陆通年幼时随父亲陆政在河西，因为遇上敌人作乱，陆通和陆政互相失去联系，陆通于是设法自己脱身向东归去，跟随尔朱荣。尔朱荣死后，陆通又跟随尔朱兆。等到尔朱氏灭亡，陆通就进入关中地区。宇文泰当时在夏州，引荐陆通担任帐内都督。不久，贺拔岳于永熙三年（534年）被侯莫陈悦杀害，当时有传言贺拔岳的军府已经逃散，宇文泰很是担忧，陆通认为不会如此。过了几天，询问从贺拔岳军府来的人，果然和陆通预料的一样。从此陆通更加受到宇文泰的亲近礼待，陆通于是日夜陪同侍奉宇文泰，家人都很少见到他。陆通虽然位处机密，但是自己更加恭敬谨慎，宇文泰因此看重他。陆通后因为迎接魏孝武帝元修有功，封都昌县伯。大统元年（535年），陆通进爵为都昌县侯。大统三年（537年），陆通跟随宇文泰擒拿窦泰，收复弘农。沙苑之战中，陆通奋力作战有战功。
大统四年（538年），陆通跟随宇文泰解除东魏对洛阳的包围，西魏军队回到关中，恰逢赵青雀在长安反叛，宇文泰将要去讨伐，因为人马疲劳，不能迅速行动，宇文泰又认为赵青雀等人只是一时猖獗，不值得忧虑，宇文泰于是说：“我到长安，只要轻装骑兵前去，必将贼寇反绑。”陆通进谏说：“赵青雀等人已经因为我军不顺利，认为朝廷将要倾覆，共同邪恶的凑在一起，就构成叛乱。然而他们叛逆的计谋早已决定，必然没有改恶从善的心思。况且他们造谣说我军战败，东边的强敌即将来到，如果以轻装骑兵前往，百姓认为真的是这样，就更加让百姓沮丧。我军虽然疲劳，但是精锐的士兵还有很多。凭着您的威望，率领思归的部下，以遵循天道来讨伐叛逆，何必担心不能平定？”宇文泰深深的赞同陆通的意见，陆通于是又跟随宇文泰平定了赵青雀。记录前后的功劳，陆通进爵为都昌县公，出任徐州刺史。因为强敌的祸难没有平定，陆通留下没有上任。大统七年（541年）三月，陆通又和于谨讨伐刘平伏，加大都督。大统八年（542年），陆通又跟随宇文泰支援玉壁城，升任仪同三司。
大统九年（543年），东魏高仲密献地归附西魏，陆通跟随若干惠在邙山与东魏交战，当时西魏各军都撤退，只有若干惠与陆通率领部下奋力作战，到了半夜才暗中退兵返回，敌军也不敢追击。陆通升任骠骑大将军、开府仪同三司、太仆卿，获赐姓步六孤氏，进爵绥德郡公。周孝闵帝登基，陆通出任小司空。保定四年十月癸亥（564年11月27日），陆通升任柱国，率领熊州刺史陈忻收复石泉城。保定五年二月丙寅（565年3月30日），陆通转任大司寇。
天和二年闰六月戊寅（567年），南陈将军华皎来归附北周，晋公宇文护商议南伐，派遣襄州总管卫公宇文直率领柱国陆通、大将军田弘、权景宣、元定等人率领士兵前往支援华皎，周军与南陈将领淳于量、吴明彻展开沌口之战。周军没能获胜，元定和部下被俘虏。
陆通性格柔顺谨慎，虽然长期处于列侯之位，但经常清廉慎重以自守，所得到的俸禄赏赐，全部和亲属故旧共同享有，家中没有多余的财物。陆通经常说：“凡是人都以贫困而不尊贵而忧患，不会以尊贵而贫困而忧患。”建德元年三月癸亥（572年4月19日），陆通转任大司马 ，建德元年十月辛未（572年10月24日），陆通去世，朝廷赠予大司徒，谥号定。

## 家庭

### 曾祖
- 陆载，北魏中山郡太守

### 父母
- 陆政，西魏行台左丞、原州长史、中都献伯
- 乙弗氏，本姓成，龙骧将军、恒州刺史、彭阳公成长兴之女，封中都国太夫人[26][27]

### 兄弟姐妹
- 陆逵，北周开府仪同三司、三州诸军事、三州刺史
- 陆逞，北周骠骑大将军、开府仪同三司、太子太保、中都元公

### 夫人
- 宇文氏[26][27]

### 子女
- 陆亮，世子，北周开府仪同三司[26][27]
- 陆远，北周大都督[26][27]
- 陆贤，北周都督、开国伯[26][27]
- 陆义，北周开府仪同三司[26][27]
- 陆让，第五子，北周少御伯[26][27]
- 陆达[26][27]
- 陆文略[26][27]
- 步六孤须蜜多，嫁北周柱国、谯国公宇文俭，封谯国夫人[28]